# Hyperechia fuelleborni
Hyperechia fuelleborni är en tvåvingeart som beskrevs av Grunberg 1907. Hyperechia fuelleborni ingår i släktet Hyperechia och familjen rovflugor.
Artens utbredningsområde är Tanzania. Inga underarter finns listade i Catalogue of Life.